# Bolest kostiju
Bolest kostiju se odnosi na medicinske uslove koji utiču na kosti.

## Terminologija
Bolest kostiju se takođe naziva „osteopatija“, ali pošto se termin osteopatija često koristi za alternativnu zdravstvenu filozofiju, upotreba tog termima može da uzrokuje zabunu.

## Poremećaji kostiju i hrskavice
Osteohondrodisplazija je opšti pojam za poremećaje razvoja kostiju i hrskavice.

## Spoljašnje veze
|  | Molimo Vas, obratite pažnju na važno upozorenje u vezi sa temama iz oblasti medicine (zdravlja). |